# Бондаренко Наталія Володимирівна
Бондаренко Наталія Володимирівна (Ісакова-Бондаренко) (12 листопада 1962, Рига) — радянська і українська тенісистка та тренер; Майстер спорту СРСР (1978), Заслужений тренер України (2004).

## З життєпису
Закінчила у 1986 році Львівський університет (економічний факультет). З 1987 по 1996 рік працювала тренером з тенісу в ДЮСШ № 4 (м. Кривий Ріг).
З 1996 року — тренер Республіканського вищого училища фізичної культури. У 1999—2001 роках була головним тренером польського клубу. З 2001 року — старший тренер СДЮШОР з тенісу. Водночас від 1998 року — тренер юніорської та дорослої збірних команд України.
3 2006 року головний тренер «Академії тенісу сестер Бондаренко».
У 2016 році занесена до Зали слави українського тенісу